# Frediano di Lucca
Frediano di Lucca (Irlanda, dopo il 500 – Lucca, 18 marzo 588) è stato un vescovo irlandese.
Fu vescovo di Lucca dal 566 (data congetturale) fino alla sua morte. Nella successione dei vescovi di Lucca si colloca dopo Ossequenzio e prima di Valeriano.
Le fonti agiografiche lo descrivono come un monaco irlandese, figlio del re dell'Ulster Ultach (Ultonius).

## Biografia
Educato nei monasteri irlandesi, ordinato presbitero decise di recarsi a Roma in pellegrinaggio. Sulla via del ritorno decise di ritirarsi in eremitaggio in un anfratto nel Monte Pisano. La sua fama di santità spinse i cittadini di Lucca ad eleggerlo vescovo tra il 560 e il 566. Alcune fonti riferiscono di una lettera di papa Giovanni II che lo spingeva ad accettare la carica. La notizia non è attendibile poiché papa Giovanni II era morto nel 533; forse si tratta di papa Giovanni III.
Papa Gregorio I riferisce di un miracolo narratogli dal vescovo di Luni (diocesi allora contigua a Lucca): mentre i lucchesi si affaticavano invano per deviare il corso del Serchio, che correva troppo vicino alla città e con le inondazioni causava danni continui, Frediano, dopo che era stato richiesto il suo aiuto, si avviò sul percorso che il fiume avrebbe dovuto seguire tracciando un solco con un rastrello e le acque lo seguirono docilmente. 
Da Gregorio Magno riferisce : "Sed neque hoc sileam, quod narrante viro venerabili Venantio Lunensi episcopo me ante biduum contigit agnovisse. Lucanae namque ecclesiae, sibimet propinquae fuisse mirae virtutis virum Frigdianum nomine narravit episcopum: cuius hoc opinatissimum a cunctis illic habitantibus testatur memorari miraculum, quod Auseris fluvius, qui iuxta illius urbis muris influebat, saepe inundatione facta cursus sui alveum egressus per agros diffundi consueverat, ut quaeque sata et plantata reperiret everteret. Cumque hoc crebro fieret, et magna eiusdem loci incolas necessitas urgeret, dato studio operis, eum per loca alia derivare conati sunt. Sed quamvis diutius laboratum fuisset, a proprio alveo deflecti non potuit. Tunc vir Domini Frigdianus rastrum sibi parvulum fecit, ad alveum fluminis accessit, et solus orationi incubuit; atque eidem flumini praecipiens ut se sequeretur, per loca quaeque ei visa sunt rastrum per terram traxit. Quem relicto alveo proprio tota fluminis aqua secuta est, ita ut funditus locum consueti cursus desereret, et ibi sibi alveum, ubi tracto per terram rastro vir Domini signum fecerat, vindicaret et quaeque essent alimentis hominum profutura sata vel plantata ultra laederet."
Nella realtà San Frediano nel 575 fece aprire una nuova bocca del Serchio a Migliarino. Forse l'allusione al rastrello nasconde uno strumento usato per tracciare il nuovo corso delle acque del Serchio.
La versione dei fatti idraulici avvenuti nel VI secolo sostenuta dalla Paderi e dal Bertini, afferma invece che le acque, che spagliando dal ramo occidentale del Serchio finivano per lambire le mura orientali di Lucca, vennero allontanate dalla città prima di S.Pietro a Vico ed incalanate nell'Ozzeri, che già raccoglieva le acque settentrionali dei monti Pisani, riducendo in tal modo la portata del ramo del Serchio occidentale. Per tale deviazione i contadini di Lunata, frazione di Capannori, furono indispettiti per l'acqua che correva nei loro terreni, come riportato dal Bertini in Dissertazioni sopra la storia ecclesiastica lucchese, IV dissertazione, Memorie e documenti per servire all'istoria del Ducato di Lucca, Lucca, 1818, tomo IV, pag. 259.

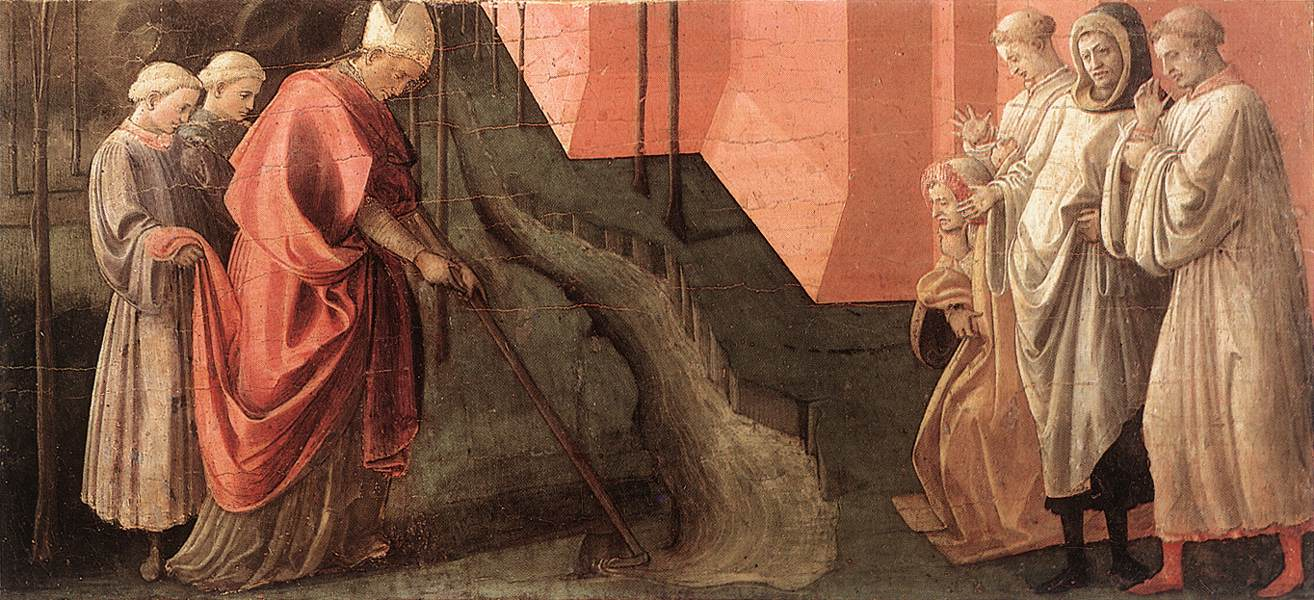
San Frediano devia le acque del Serchio, predella della pala Barbadori, Filippo Lippi, tempera su tavola, Galleria degli Uffizi

È anche stato suggerito che Frediano nei suoi viaggi e nei suoi studi avesse acquisito una certa esperienza in fatto di bonifiche idrauliche. In ogni caso nel terreno liberato dalla minaccia del fiume, a nord della cinta romana della città, Frediano fondò un monastero dedicato ai santi leviti Vincenzo, Stefano e Lorenzo. Successivamente il tempio fu dedicato alla Vergine, poi allo stesso San Frediano.
In quello stesso edificio furono infine tumulate le spoglie del santo, in una cripta costruita alla fine dell'VIII secolo e poi distrutta in osservanza della riforma liturgica gregoriana, probabilmente sotto il vescovo Rangerio, che smantellò anche la cripta di San Martino in cui si custodivano le reliquie di San Regolo nel 1109.
La Chiesa cattolica ricorda Frediano come santo il 18 marzo, come riporta il Martirologio Romano:
Localmente è ricordato anche il 18 novembre, anniversario del ritrovamento delle sue reliquie.
Secondo alcune fonti il nome irlandese di Frediano sarebbe stato Finnian. In latino il nome era Fridianus e da qui passò nel dialetto lucchese; a Lucca, infatti, fino alla metà del XX secolo San Frediano era designato come San Fridiàn, San Friàn o San Friàno.
L'edificio dedicato al santo posto più a sud in Toscana è la Chiesa di San Frediano sulle montagne di Chiessi.